# Сарыш
Сарыш (баш. Һарыш) — река в России, протекает по Башкортостану. Устье реки находится в 18 км по левому берегу реки Чермасан. Длина реки составляет 40 км, площадь водосборного бассейна 310 км².

## Данные водного реестра
По данным государственного водного реестра России относится к Камскому бассейновому округу, водохозяйственный участок реки — Белая от города Уфа до города Бирск, речной подбассейн реки — Белая. Речной бассейн реки — Кама.
Код объекта в государственном водном реестре — 10010201512111100025378.